# Catarina (nome)
Catarina é um prenome ou nome próprio da onomástica da língua portuguesa de etimologia desconhecida. Alguns eruditos têm colocado a hipótese de o nome estar relacionado com Hecaté, uma deusa pagã da magia e do encantamento. Outros associam o nome com o adjectivo grego katharos que significa "puro, casto".
No português medieval, o nome era usualmente grafado como Caterina o que teria levado o poeta Camões a inventar o anagrama Natércia para ocultar a verdadeira destinatária dos seus poemas de amor.
A versão masculina deste prenome, apesar de menos comum, é Catarino.

## Variantes
Língua castelhana: Catalina
Língua francesa: Catherine
Língua galega: Catarina, Catuxa
Inglês: Katherine ou Catherine
Língua italiana: Catalina, Caterina
Língua russa: Yekaterina, Ekaterina, Katya
Outros variantes do nome são: Caitlin, Cathleen, Kathryn, Kaitlin, Katrina, Cátia, Carina, Karina, etc.